# Liste der Monuments historiques in Pompertuzat
Die Liste der Monuments historiques in Pompertuzat führt die Monuments historiques in der französischen Gemeinde Pompertuzat auf.

## Liste der Bauwerke
| Bezeichnung     | Beschreibung              | Standort              | Kennzeichnung | Schutzstatus | Datum | Bild           |
| --------------- | ------------------------- | --------------------- | ------------- | ------------ | ----- | -------------- |
| Kirche St-André | Erbaut im 16. Jahrhundert | (Lage)                | PA00094425    | Inscrit      | 1973  | weitere Bilder |
| Taubenturm      | Erbaut im 17. Jahrhundert | Rue de Valette (Lage) | PA00094426    | Inscrit      | 1932  | weitere Bilder |
| Brücke          | Erbaut im 19. Jahrhundert | (Lage)                | PA31000042    | Inscrit      | 1998  | weitere Bilder |